# Mistrzostwa Świata w Piłce Nożnej 2002 (eliminacje strefy UEFA)/Grupa 2
W Grupie 2 eliminacji do MŚ 2002 biorą udział następujące zespoły:
- Estonia
- Andora
- Cypr
- Holandia
- Irlandia
- Portugalia

## Tabela
| Lp | Reprezentacja | M  | Z | R | P  | Br+ | Br- | +/- | Pkt |
| -- | ------------- | -- | - | - | -- | --- | --- | --- | --- |
| 1  | Portugalia    | 10 | 7 | 3 | 0  | 33  | 7   | +26 | 24  |
| 2  | Irlandia      | 10 | 7 | 3 | 0  | 23  | 5   | +18 | 24  |
| 3  | Holandia      | 10 | 6 | 2 | 2  | 30  | 9   | +13 | 20  |
| 4  | Estonia       | 10 | 2 | 2 | 6  | 9   | 26  | -17 | 8   |
| 5  | Cypr          | 10 | 2 | 2 | 6  | 13  | 31  | -18 | 8   |
| 6  | Andora        | 10 | 0 | 0 | 10 | 5   | 36  | -31 | 0   |

|            | Portugalia | Irlandia | Holandia | Estonia | Cypr | Andora |
| ---------- | ---------- | -------- | -------- | ------- | ---- | ------ |
| Portugalia | X          | 1:1      | 2:2      | 5:0     | 6:0  | 3:0    |
| Irlandia   | 1:1        | X        | 1:0      | 2:0     | 4:0  | 3:1    |
| Holandia   | 0:2        | 2:2      | X        | 5:0     | 4:0  | 4:0    |
| Estonia    | 1:3        | 0:2      | 2:4      | X       | 2:2  | 1:0    |
| Cypr       | 1:3        | 0:4      | 0:4      | 2:2     | X    | 5:0    |
| Andora     | 1:7        | 0:3      | 0:5      | 1:2     | 2:3  | X      |

## Wyniki
| 16 sierpnia 2000 18:00 CEST | Estonia · 66' (k.) Reim | 1:00:0Raport | Andora | Kadriorg, Tallinn · Widzów: 1695 · Sędzia: Zoran Arsic ( Jugosławia) |
|                             |                         |              |        |                                                                      |

| 2 września 2000 15:00 CEST | Andora · Gonzalez 45' · Lima 51' | 2:31:1Raport | Cypr · 25' (k.), 90' Constantinou · 77' Agathokleous | Estadi Comunal d’Aixovall, Andora · Widzów: 600 · Sędzia: Igor Yarmenchuk ( Ukraina) |
|                            |                                  |              |                                                      |                                                                                      |

| 2 września 2000 20:30 CEST | Holandia · Talan 71' · van Bronckhorst 84' | 2:20:1Raport | Irlandia · 21' Keane · 65' McAteer | Amsterdam ArenA, Amsterdam · Widzów: 45 tys. · Sędzia: Lubos Michel ( Słowacja) |
|                            |                                            |              |                                    |                                                                                 |

| 3 września 2000 17:30 CEST | Estonia · Oper 83' | 1:30:1Raport | Portugalia · 15' Rui Costa · 49' Figo · 57' Pinto | Kadriorg, Tallinn · Widzów: 4,7 tys. · Sędzia: Charles Agius ( Malta) |
|                            |                    |              |                                                   |                                                                       |

| 7 października 2000 16:00 CEST | Andora · Ruiz 90+1' | 1:20:0Raport | Estonia · 55' Reim · 65' Oper | Estadi Comunal d’Aixovall, Andora · Widzów: 650 · Sędzia: Dani Koren ( Izrael) |
|                                |                     |              |                               |                                                                                |

| 7 października 2000 20:30 CEST | Cypr | 0:40:0Raport | Holandia · 69', 78' Seedorf · 82' Overmars · 90' Kluivert | Neo GSP Stadium, Nikozja · Widzów: 10,25 tys. · Sędzia: Graziano Cesari ( Włochy) |
|                                |      |              |                                                           |                                                                                   |

| 7 października 2000 20:15 CEST | Portugalia · Conceição 57' | 1:10:0Raport | Irlandia · 73' Holland | Estádio da Luz, Lizbona · Widzów: 43,5 tys. · Sędzia: Atanas Ozounov ( Bułgaria) |
|                                |                            |              |                        |                                                                                  |

| 11 października 2000 19:30 CEST | Irlandia · Kinsella 25' · Breen 51' | 2:01:0Raport | Estonia | Aviva Stadium, Dublin · Widzów: 34962 · Sędzia: Terje Hauge ( Norwegia) |
|                                 |                                     |              |         |                                                                         |

| 11 października 2000 19:00 CEST | Holandia | 0:2Raport | Portugalia · 11' Conceição · 44' Pauleta | Feijenoord Stadion, Rotterdam · Widzów: 44620 · Sędzia: Graham Poll ( Anglia) |
|                                 |          |           |                                          |                                                                               |

| 15 listopada 2000 19:00 CEST | Cypr · Okas 10', 18' · Agathokleous 43' · Christodoulou 73' · Spoljarić 90' (k.) | 5:03:0Raport | Andora | Tsirion Athletic Centre, Limassol · Widzów: 1193 · Sędzia: Sten Johanzon ( Szwecja) |
|                              |                                                                                  |              |        |                                                                                     |

| 28 lutego 2000 21:00 CET | Portugalia · Figo 1', 49' · Pauleta 36' | 3:02:0Raport | Andora | · Widzów: 9 tys. · Sędzia: Paul Allaerts ( Belgia) |
|                          |                                         |              |        |                                                    |

| 24 marca 2001 20:00 CEST | Cypr | 0:40:2Raport | Irlandia · 32', 88' Keane · 42' Harte · 80' Kelly | Neo GSP Stadium, Nikozja · Widzów: 8854 · Sędzia: Frank de Bleeckere( Belgia) |
|                          |      |              |                                                   |                                                                               |

| 24 marca 2001 20:15 CEST | Andora | 0:50:2Raport | Holandia · 9' Kluivert · 36' Hasselbaink · 61', 70' Hooijdonk · 84' van Bommel | Mini Estadi, Barcelona · Widzów: 3823 · Sędzia: Edo Trivković ( Chorwacja) |
|                          |        |              |                                                                                |                                                                            |

| 28 marca 2001 18:30 CEST | Andora | 0:30:1Raport | Irlandia · 33' Harte · 76' Kilbane · 80' Holland | Mini Estadi, Barcelona · Widzów: 5 tys. · Sędzia: Igor Iszczenko ( Ukraina) |
|                          |        |              |                                                  |                                                                             |

| 28 marca 2001 19:00 CEST | Cypr · Konstantinou 47' · Okas 64' | 2:20:0Raport | Estonia · 76' Kristal · 78' Piiroja | Tsirion Athletic Centre, Limassol · Widzów: 3 tys. · Sędzia: Tomasz Mikulski ( Polska) |
|                          |                                    |              |                                     |                                                                                        |

| 28 marca 2001 21:00 CEST | Portugalia · Pauleta 83' · Figo 90+3' | 2:20:1Raport | Holandia · 18' Hasselbaink · 48' Kluivert | Estádio das Antas, Porto · Widzów: 42164 · Sędzia: Urs Meier ( Szwajcaria) |
|                          |                                       |              |                                           |                                                                            |

| 25 kwietnia 2001 19:00 CEST | Irlandia · Kilbane 33' · Kinsella 36' · Breen 73' | 3:12:1Raport | Andora · 31' Lima | Aviva Stadium, Dublin · Widzów: 35 tys. · Sędzia: Kristinn Jakobsson ( Islandia) |
|                             |                                                   |              |                   |                                                                                  |

| 25 kwietnia 2001 20:30 CEST | Holandia · Hasselbaink 29' · Overmars 35' · Kluivert 44' · Nistelrooy 81' | 4:03:0Raport | Cypr | Philips Stadion, Eindhoven · Widzów: 31 tys. · Sędzia: Jurij Baskakow ( Rosja) |
|                             |                                                                           |              |      |                                                                                |

| 2 czerwca 2001 15:00 CEST | Irlandia · Keane 68' | 1:10:0Raport | Portugalia · 78' Figo | Aviva Stadium, Dublin · Widzów: 35 tys. · Sędzia: Knud Fisker( Dania) |
|                           |                      |              |                       |                                                                       |

| 2 czerwca 2001 19:00 CEST | Estonia · Oper 65' · Zelinski 78' | 2:40:0Raport | Holandia · 78' (sam.) Piiroja · 86', 90' Nistelrooy · 89' Kluivert | A. Le Coq Arena, Tallinn · Widzów: 9323 · Sędzia: Ceri Richards ( Walia) |
|                           |                                   |              |                                                                    |                                                                          |

| 6 czerwca 2001 18:00 CEST | Estonia | 0:2Raport | Irlandia · 8' Dunne · 38' Holland | A. Le Coq Arena, Tallinn · Widzów: 8 tys. · Sędzia: Marian Salomir ( Rumunia) |
|                           |         |           |                                   |                                                                               |

| 6 czerwca 2001 21:00 CEST | Portugalia · Pauleta 36', 70' · Pedro Barbosa 55', 60' · João Pinto 76', 81' | 6:01:0Raport | Cypr | Estádio José Alvalade, Lizbona · Widzów: 34,5 tys. · Sędzia: Stefano Farina ( Włochy) |
|                           |                                                                              |              |      |                                                                                       |

| 15 sierpnia 2001 19:00 CEST | Estonia · Zelinski 51' · Nowikow 86' | 2:20:1Raport | Cypr · 39', 69' Konstantionu | A. Le Coq Arena, Tallinn · Widzów: 5 tys. · Sędzia: Aleh Chykun ( Białoruś) |
|                             |                                      |              |                              |                                                                             |

| 1 września 2001 15:00 CEST | Irlandia · McAteer 68' | 1:00:0Raport | Holandia | Aviva Stadium, Dublin · Widzów: 35,4 tys. · Sędzia: Hellmut Krug ( Niemcy) |
|                            |                        |              |          |                                                                            |

| 1 września 2001 22:00 CEST | Andora · Alonso 42' | 1:71:5Raport | Portugalia · 36', 40', 45', 90' Nuno Gomes · 39' Pauleta · 45' Rui Jorge · 58' Sérgio Conceição | Camp d’Esports, Lleida · Widzów: 4876 · Sędzia: Terje Hauge( Norwegia) |
|                            |                     |              |                                                                                                 |                                                                        |

| 5 września 2001 20:30 CEST | Holandia · Zenden 16' · van Bommel 26', 39' · Cocu 32' · Nistelrooy 43' | 5:0Raport | Estonia | Philips Stadion, Eindhoven · Widzów: 28,5 tys. · Sędzia: Kyros Vassaras ( Grecja) |
|                            |                                                                         |           |         |                                                                                   |

| 5 września 2001 20:30 CEST | Cypr · Konstantinou 25' | 1:31:0Raport | Portugalia · 48' Nuno Gomes · 64' Pauleta · 61' Sérgio Conceição | Antonis Papadopoulos Stadium, Larnaka · Widzów: 2878 · Sędzia: Karl-Erik Nilsson ( Szwecja) |
|                            |                         |              |                                                                  |                                                                                             |

| 6 października 2001 18:00 CEST | Portugalia · João Pinto 30' · Nuno Gomes 50', 65' · Pauleta 59' · Figo 80' | 5:01:0Raport | Estonia | Estádio da Luz, Lizbona · Widzów: 77 tys. · Sędzia: Hartmut Strampe ( Niemcy) |
|                                |                                                                            |              |         |                                                                               |

| 6 października 2001 18:00 CEST | Irlandia · Harte 3' · Quinn 11' · Connolly 63' · Keane 67' | 4:02:0Raport | Cypr | Aviva Stadium, Dublin · Widzów: 35 tys. · Sędzia: Juan Ansuategui Roca ( Hiszpania) |
|                                |                                                            |              |      |                                                                                     |

| 6 października 2001 20:30 CEST | Holandia · Hooijdonk 3' (k.) · Seedorf 45' · Nistelrooy 53', 89' | 4:02:0Raport | Andora | Gelredome, Arnhem · Widzów: 20 tys. · Sędzia: Orhan Erdemir ( Turcja) |
|                                |                                                                  |              |        |                                                                       |